# James Wong
James Wong (n. 20 aprilie 1959, Hong Kongul britanic, Regatul Unit) este un regizor american, scenarist și producător de televiziune și film. El este cel mai bine cunoscut pentru scrierea unor episoade din serialul dramatic supranatural science-fiction Fox Dosarele X împreună cu colegul său, Glen Morgan. Morgan și Wong sunt fondatorii Hard Eight Pictures și au creat împreună Space: Above and Beyond. Wong a regizat și filmele Destinație finală (2000) și Destinație finală 3 (2006) din seria Destinație finală, Unicul (2001), cu Jet Li, și Dragonball: Evoluția (2009).

## Filmografie

### Filme de cinema
| An   | Titlu                | Regizor | Scenarist | Producător |
| ---- | -------------------- | ------- | --------- | ---------- |
| 1985 | The Boys Next Door   | Nu      | Da        | Nu         |
| 2000 | Destinație finală    | Da      | Da        | Nu         |
| 2001 | Unicul               | Da      | Da        | Da         |
| 2003 | Willard              | Nu      | Nu        | Da         |
| 2006 | Destinație finală 3  | Da      | Da        | Da         |
| 2006 | Crăciun Negru        | Nu      | Nu        | Da         |
| 2009 | Dragonball: Evoluție | Da      | Nu        | Nu         |

### Filme de televiziune
- Booker (scenarist, scriitor) (1989–1990)
- 21 Jump Street (scenarist, scriitor) (1989–1990)
- Wiseguy (producător supervizor) (1990)
- The 100 Lives of Black Jack Savage (producător) (1991)
- The Commish (scenarist, producător supervizor) (1991–1993)
- The X-Files (regizor, scenarist, co-producător executiv, producător consultant) (1993–1997)
- Space: Above and Beyond (co-creator, scenarist) (1995–1996)
- Millennium (producător executiv, producător consultant, scenarist) (1996–1998)
- The Others (producător executiv, scenarist) (2000)
- Tower Prep (regizor – episodul: "Whisper") (2010)
- THE EVƎNT (regizor– episodul: "Arrival"; scenarist, co-producător executiv) (2010–2011)
- American Horror Story (scenarist, co-producător executiv) (2011–2019)
- Rosemary's Baby (scenarist) (2014)
- The X-Files (regizor, scenarist) (2016–2018)[7]
- 9-1-1 (regizor) (2022-2024)